# Keres-Verteidigung
Die Keres-Verteidigung, auch Baltische Verteidigung, ist eine Eröffnung des Schachspiels und eine Variante des Abgelehnten Damengambits.
|   | a | b | c | d | e | f | g | h |   |
| 8 |   |   |   |   |   |   |   |   | 8 |
| 7 |   |   |   |   |   |   |   |   | 7 |
| 6 |   |   |   |   |   |   |   |   | 6 |
| 5 |   |   |   |   |   |   |   |   | 5 |
| 4 |   |   |   |   |   |   |   |   | 4 |
| 3 |   |   |   |   |   |   |   |   | 3 |
| 2 |   |   |   |   |   |   |   |   | 2 |
| 1 |   |   |   |   |   |   |   |   | 1 |
|   | a | b | c | d | e | f | g | h |   |

Stellung nach 2. … Lc8–f5
Die Keres-Verteidigung zählt zu den Geschlossenen Spielen, der ECO-Code ist D06. Sie ist nach Paul Keres benannt, obwohl sie bereits 1913 von Edward Lasker gespielt wurde.
Die Keres-Verteidigung beginnt mit den Zügen
1. d2–d4 d7–d5
2. c2–c4 Lc8–f5
Dadurch vermeidet Schwarz die ansonsten im Abgelehnten Damengambit übliche Einsperrung des weißfeldrigen Läufers. Die Idee des Schwarzen ist es, nach 3. c4xd5 Lf5xb1 zu spielen, um danach mit der Dame auf d5 wiedernehmen zu können, ohne dass diese unmittelbar angegriffen werden kann.
Nach 2. … Lc8–f5 wird am häufigsten 3. Sg1–f3 oder 3. Sb1–c3 gespielt, wobei diese Varianten nach der üblichen Antwort 3. … e7–e6 oft nur Zugumstellung bedeuten.
Diese Eröffnung bedarf intensiver Theoriekenntnisse, weil Weiß mit 3. Dd1–b3 auf sofortigen Bauerngewinn spielen kann. Die beste Antwort darauf ist das scharfe 3. … e7–e5!?, wonach jeder der drei für Weiß möglichen Bauerngewinne zu scharfem Spiel mit Chancen für beide Seiten führt.